# Julio Pleguezuelo
Julio José Pleguezuelo Selva (* 26. ledna 1997 Palma de Mallorca) je španělský profesionální fotbalista, který hraje na pozici středního obránce za nizozemský klub FC Twente. Je bývalým španělským mládežnickým reprezentantem.

## Reprezentační kariéra
Byl členem španělských mládežnických reprezentací U16, U17 a U18.